# II. Attalosz pergamoni király
II. Attalosz Philadelhosz (Kr. e. 220 – Kr. e. 138) Pergamon királya Kr. e. 159-től haláláig.
I. Attalosz király és Apollonisz királyné ifjabbik fia. Eredetileg kiskorú unokaöccse helyett került a trónra. Koronázása előtt Rómában több ízben diplomáciai kiküldetésben volt, hazája érdekeit védte. Attalosz növelte királysága területét barátja, V. Ariaretész kappadókiai király segítségével, ekkor alapította többek között Attalia városát. Később trónjáról letaszított barátját visszasegítette trónjára, majd II. Prusziász király ellen viselt hadat, Rómától kapott hozzá segítséget.
II. Attalosz építtette az ókori Athén egyik nevezetes épületét, melyet Pergamoni Attalosz sztoájá-nak neveznek.